# Towarzystwo Przyjaciół Muzeum Narodowego w Poznaniu
Towarzystwo Przyjaciół Muzeum Narodowego w Poznaniu – towarzystwo popularnonaukowe i kolekcjonerskie z siedzibą w Poznaniu przy Alejach Marcinkowskiego 9, tj. w siedzibie Muzeum Narodowego.
Towarzystwo powstało 13 marca 1975. Do grona założycieli należeli: prof. Kazimierz Malinowski (ówczesny dyrektor Muzeum Narodowego w Poznaniu), prof. Teresa Jakimowicz, prof. Alicja Karłowska-Kamzowa, Henryk Kondziela (pierwszy prezes), Stanisław Teisseyre, Zbigniew Toroński, Kazimierz Szuda i Lech Siuda (dwaj ostatni to kolekcjonerzy).
Celami działania jest upowszechnianie wśród mieszkańców Poznania i Wielkopolski wiedzy o kulturze artystycznej, a także tworzenie więzi między społecznością lokalną a muzeum. Towarzystwo inspiruje także i finansuje zakupy eksponatów, organizację wystaw i wydawanie publikacji placówki i jej oddziałów. Rozwija też zamiłowania kolekcjonerskie członków. Inicjatorem zakupów muzealiów (od 1988) był prezes Jan Madziara. Wątek ten kontynuowali potem kolejni prezesi: Włodzimierz Maciej Stolzmann i Wrócisława Bergandy. Do 2013, ze składek członkowskich, zakupiono dla wszystkich oddziałów muzeum ponad 400 eksponatów (w tym dla Muzeum Etnograficznego prawie 200). Były to obiekty zarówno z kraju (np. z Biskupizny czy Polski południowo-wschodniej i wschodniej), jak i z zagranicy (Albania, Ukraina, Wenezuela).